# Prescottia pellucida
Prescottia pellucida är en orkidéart som beskrevs av John Lindley. Prescottia pellucida ingår i släktet Prescottia och familjen orkidéer. Inga underarter finns listade i Catalogue of Life.